# Artes marciales mixtas en Japón
Las artes marciales mixtas en Japón son un deporte popular en al menos desde la década de 1980, que se practica tanto en el profesionalismo como en el amateurismo. A día de hoy, Japón es considerado como una de las cunas de MMA y muchos fanáticos suelen atríbuir al país la existencia de este moderno deporte de combate.

## Historia
En el año 1976, cuando el deporte era escasamente conocido, se llevó a cabo una pelea hibrida entre el luchador profesional Antonio Inoki y el boxeador estadounidense Muhammad Ali en el Nippon Budokan. La pelea, que se libró bajo reglas especiales, se considera precursora de las artes marciales mixtas modernas. Durante la mayor parte del combate, Inoki, de espaldas, pateó las piernas de Ali un total de 107 veces sin que el árbitro lo impidiera (debido a una regla particular negociada poco antes del combate, que le permitía hacerlo sin ser descalificado). El resultado, un empate, ha sido debatido durante mucho tiempo por la prensa y la afición.
En 1984, se funda Shin Kakutōgi (新格闘技 Shin Kakutōgi?, Nuevos Deportes de Combate) por Satoru Sayama, un luchador profesional entrenado en catch wrestling que deseaba crear un estilo de lucha real y efectiva. La promoción vio su nombre cambiado a Shooting (シューティング Shūtingu?), que provenía de shoot wrestling, el estilo de lucha libre profesional realista al que Sayama había contribuido a crear en la  Universal Wrestling Federation, pero acabó adoptando el nombre actual de Shooto (修斗 Shūto?) ya que el término shoot aducía a «tiro» en inglés y se trataba de evitar confusiones con el tiro deportivo. Shooto nació como la primera representación de MMA antes de que este deporte recibiera su mismo nombre.
Fue a finales de la década de 1990 y toda la década de los 2000 cuando Japón emergió como una potencia de artes marciales mixtas; muchos de los mejores peleadores de entonces eran japoneses y la PRIDE Fighting Championships era la promoción más importante del mundo, incluso batiendo récords históricos de audiencia tal como fue en «PRIDE Shockwave», que sigue siendo el evento con el mayor número de asistencia en la historia del deporte.
Desde la década de 2010, el MMA japonés había experimentado una crisis de audencia televisiva y falta de talentos en las grandes promociones. No obstante, gracias a la serie de eventos «Road to UFC» que envía a los mejores prospectos asiáticos a la Ultimate Fighting Championship (UFC) y al crecimiento de ONE Championship, hubo un incremento de peleadores japoneses en promociones extranjeras.

## Organizaciones
PRIDE Fighting Championships fue una de las organizaciones más importantes del mundo, y era conocida como «la meca de las MMA» por reunir a los mejores luchadores de Japón y del mundo hasta su desaparición en 2007. Hoy en día existen promociones como Rizin Fighting Federation (la más importante del país), Pancrase, Shooto y ZST.